# Взрыв в банкетном зале в Махачкале
В понедельник 1 августа 2016 года около 15:00 по местному времени в банкетном зале «Лайли» города Махачкалы произошёл взрыв. По предварительной версии произошёл взрыв газовоздушной смеси.

## Хронология событий
Около 15:00 в банкетном зале «Лайли», расположенном по адресу проспект Петра I, 40Д в редукторном посёлке Махачкалы в подвальном кухонном помещении произошёл взрыв. В банкетном зале шла подготовка к свадьбе, начинали собираться первые гости. Сильный хлопок выбил окна во всем здании банкетного зала. Данные о количестве пострадавших от взрыва менялись от часа к часу: сначала их было 16, затем 23, после 28 человек, в том числе несовершеннолетние. В основном пострадали работники кухни, а также первые гости, прибывшие на свадьбу. После взрыва о погибших на месте происшествия не сообщалось. 8 августа 2016 года сообщалось о пяти погибших. 12 августа 2016 года стало известно, что погибло ещё две женщины, которые с сильными ожогами в тяжелом состоянии находились в Москве в институте имени Вишневского, скончались 10 и 11 августа, и общее количество жертв достигло десяти человек. В общем количество жертв было 11, среди которых две школьницы, которые во время летних каникул решили подзаработать.

## Причины взрыва
Назывались причина взрыва как из-за утечки газа как из баллона, так и из магистральной трубы. Однако, и специалисты АО «Газпром газораспределение Махачкала» и Следственные органы выяснили, что причиной взрыва стал газовый баллон 1975 года выпуска.

## Расследование и суд
В результате взрыва погибла Сакинат Сайпулаева, у которой помещение банкетного зала «Лайли», находился в распоряжении на праве пользования по договору аренды. В начале августа 2018 года Следственные органы направили в суд уголовное дело на индивидуального предпринимателя из Махачкалы Динару Мамаеву, банкетный зал «Лайли» был единственным, зарегистрированным на ее имя. Ей было предъявлено обвинение по части 3 статьи 238 Уголовного кодекса Российской Федерации («Оказание услуг, не отвечающих требованиям безопасности, повлекшее по неосторожности смерть двух и более лиц»). 14 января 2019 года Ленинский районный суд Махачкалы вынес первый оправдательный приговор в её отношении, в сентябре 2019 года Верховный суд Дагестана отменил это решение и направил дело на новое рассмотрение. 3 августа 2020 года Ленинский суд снова оправдал Маммаеву, но прокурор снова обжаловал и это решение. 28 октября 2021 года вновь суд оправдал Маммаеву, но в декабре 2021 года Верховный суд Дагестана в третий раз отменил оправдательный приговор. 25 мая 2023 года в пресс-службе Верховного суда Республики Дагестан сообщили, что оправдательный приговор в отношении фигурантки уголовного дела Динары Маммаевой о взрыве в банкетном зале «Лайли» оставлен в силе судом апелляционной инстанции.

## Видео
- «Лайли» – красивое название и смертельная ловушка